# Honsolgen
Honsolgen ist ein Stadtteil von Buchloe im schwäbischen Landkreis Ostallgäu in Bayern. Das Kirchdorf liegt circa vier Kilometer ostsüdöstlich von Buchloe.

## Geschichte
Der Ort wurde 1067 erstmals urkundlich erwähnt, als ein „Marktwart von Hunsole“ eine Grundstücksschenkung bezeugte.
Am 1. Juli 1972 wurde die ehemals selbstständige Gemeinde Honsolgen mit ihren weiteren Ortsteilen Hausen, Koppenhof und Sinkelmühle nach Buchloe eingegliedert.

## Baudenkmäler
Siehe auch: Liste der Baudenkmäler in Honsolgen
- Katholische Pfarrkirche St. Alban
- Pfarrhaus